# Condado de McHenry (Dakota del Norte)
El condado de McHenry (en inglés: McHenry County, North Dakota), fundado en 1873, es uno de los 53 condados del estado estadounidense de Dakota del Norte. En el año 2000 tenía una población de 5987 habitantes y una densidad poblacional de 1 personas por km². La sede del condado es Towner.

## Geografía
Según la Oficina del Censo, el condado tiene un área total de 4952 km² (1912,0 mi²), de la cual 4854 km² (1874,1 mi²) es tierra y 98 km² (37,8 mi²) es agua.

### Condados adyacentes
- Condado de Bottineau (norte)
- Condado de Pierce (este)
- Condado de Sheridan (sureste)
- Condado de McLean (suroeste)
- Condado de Ward (oeste)
- Condado de Renville (noroeste)

### Áreas protegidas nacionales
- Lago Cottonwood Refugio Nacional de Vida Silvestre
- J. Clark Salyer Refugio de Vida Silvestre (parte)
- Río de invernada Refugio Nacional de Vida Silvestre

## Demografía
En el 2000 la renta per cápita promedia del condado era de $27 274, y el ingreso promedio para una familia era de $35 676. El ingreso per cápita para el condado era de $15 140. En 2000 los hombres tenían un ingreso per cápita de $25 740 versus $18 505 para las mujeres. Alrededor del 15.80% de la población estaba bajo el umbral de pobreza nacional.
| 1890 | 1900 | 1910   | 1920   | 1930   | 1940   | 1950   | 1960   | 1970 | 1980 | 1990 | 2000 | Est. 2009 |
| ---- | ---- | ------ | ------ | ------ | ------ | ------ | ------ | ---- | ---- | ---- | ---- | --------- |
| 1584 | 5253 | 17 627 | 15 544 | 15 439 | 14 034 | 12 556 | 11 099 | 8977 | 7858 | 6528 | 5987 | 5173      |

## Mayores autopistas
| - U.S. Highway 2 - U.S. Highway 52 - Carretera de Dakota del Norte 14 - Carretera de Dakota del Norte 19 | - Carretera de Dakota del Norte 41 - Carretera de Dakota del Norte 53 - Carretera de Dakota del Norte 97 |

## Lugares

### Ciudades
- Anamoose
- Balfour
- Bantry
- Bergen
- Deering
- Drake
- Granville
- Karlsruhe
- Kief
- Towner
- Upham
- Velva
- Voltaire

Nota: todas las comunidades incorporadas en Dakota del Norte se les llama "ciudades" independientemente de su tamaño

### Municipios
| - Municipio de Anamoose - Municipio de Balfour - Municipio de Bantry - Municipio de Berwick - Municipio de Bjornson - Municipio de Brown - Municipio de Cottonwood Lake - Municipio de Deep River - Municipio de Deering - Municipio de Denbigh - Municipio de Egg Creek - Municipio de Falsen - Municipio de Gilmore - Municipio de Granville - Municipio de Grilley - Municipio de Hendrickson | - Municipio de Karlsruhe - Municipio de Kottke Valley - Municipio de Lake George - Municipio de Lake Hester - Municipio de Land - Municipio de Layton - Municipio de Lebanon - Municipio de Little Deep - Municipio de Meadow - Municipio de Mouse River - Municipio de Newport - Municipio de Normal - Municipio de North Prairie - Municipio de Norwich - Municipio de Odin - Municipio de Olivia | - Municipio de Pratt - Municipio de Riga - Municipio de Rose Hill - Municipio de Round Lake - Municipio de Saline - Municipio de Schiller - Municipio de Spring Grove - Municipio de Strege - Municipio de Velva - Municipio de Verendrye - Municipio de Villard - Municipio de Voltaire - Municipio de Wagar - Municipio de Willow Creek |

### Territorios no organizados
- East McHenry
- Northeast McHenry